# Gottschalk av Orbais
Gottschalk av Orbais,  född omkring 806, död den 30 oktober 868, var en tysk munk.
Gottschalk, som härstammade från Sachsen, gjordes mot sin vilja till munk i Orbais kloster i Soissons stift. Han fann tröst för sitt öde i den augustinska åsikten om predestinationen, vilken han med hänförelse predikade från omkring 837. På synoden i Mainz 848, där han personligen infann sig, dömdes han genom motståndaren Hrabanus Maurus inflytande som kättare och inspärrades av ärkebiskop Hinkmar i klosterfängelse. Synoden i Quierzy 849 bekräftade domen. Gottschalk fördes till klostret i Hautvillers, där han ståndaktigt uthärdade gissling och tjugo års hårt fängelse hellre än att återkalla. Hjalmar Holmquist skriver i Nordisk familjebok: "G. var en af den äldre medeltidens mest betydande religiösa personligheter".